# 大坂谷川 (徳島県)
大坂谷川（おおさかだにがわ）は、徳島県板野郡板野町を流れる吉野川水系の河川である。

## 地理
板野町大坂にある鉢伏山の水源から同町を南流し、旧吉野川へ合流する。
中流から上流にかけては徳島県道・香川県道1号徳島引田線及びJR高徳線と並行して大坂峠を流れている。下流部は板野町役場やJR板野駅などのある板野町の中心地を流れる。

## 支流
- 南唱谷川
- 北唱谷川
- 川走谷川
- 大東谷川
- 櫛木屋谷川

## 主な橋梁
- 大坂谷川橋 - 高松自動車道
- 大坂谷橋 - 徳島県道12号鳴門池田線
- 太郎橋 - 徳島県道・香川県道1号徳島引田線

## 流域の主な施設
- 大坂峠
- あせび公園
- JR板野駅・阿波大宮駅
- 板野町役場